# Hvammsstapi
Hvammsstapi är en kulle i republiken Island. Den ligger i regionen Västlandet, 80 km nordost om huvudstaden Reykjavík. Toppen på Hvammsstapi är 390 meter över havet.
Trakten runt Hvammsstapi är nära nog obefolkad, med mindre än två invånare per kvadratkilometer. Trakten runt Hvammsstapi består i huvudsak av gräsmarker.